# ヤロスラフ・ムスチスラヴィチ
ヤロスラフ・ムスチスラヴィチ（ロシア語: Ярослав Мстиславич、? - 1199年）は、ユーリー・ドルゴルーキーの孫、ムスチスラフ・ユーリエヴィチの子である。ノヴゴロド公：1176年、ペレヤスラヴリ・ザレスキー公：1176年 - 1187年、ヴォロコラムスク公：1177年 - 1178年、ペレヤスラヴリ公：1187年 - 1199年。通称クラスヌィー（ロシア語: Красный：赤いの意）。

## 生涯
1176年、ウラジーミル大公位におじのフセヴォロドが就くことが承認された後に、ノヴゴロドの人々は、ノヴゴロド公位にあったムスチスラフを追放し、ヤロスラフはノヴゴロド公となった。しかし翌年、リャザン公グレプの援助を得て、ムスチスラフは再びノヴゴロドへ帰還した。ヤロスラフはヴォロコラムスクへと去った。その翌年にはウラジーミル大公フセヴォロドの攻撃によってノヴゴロドは破壊されるが、その後もヤロスラフのノヴゴロド公位復帰はなく、ノヴゴロド公にはスモレンスク・ロスチスラヴィチ家出身の人物が公となっている（1179年までロマン・ロスチスラヴィチ、1180年までムスチスラフ・ロスチスラヴィチ）。
1187年、甥のペレヤスラヴリ公ウラジーミルが子のないまま死亡した後、ヤロスラフはウラジーミル大公フセヴォロドによってペレヤスラヴリ公国へ送られ、1199年に死亡するまでペレヤスラヴリを統治した。ヤロスラフの死後すぐに、ペレヤスラヴリにはフセヴォロドの子のヤロスラフが配置された。
家族・子孫については不明である。